# 山下悟
山下 悟（やました さとる、1955年9月8日 - ）は、舞台演出家。東京都生まれ。演劇集団円演出部所属。円に所属し下記作品の演出をする傍ら、演出助手としても数多くの木村光一の作品に参加し、木村が代表をつとめていた地人会にて二本の作品の演出を担当。
駒場東邦高等学校、早稲田大学第二文学部演劇学科卒業。大学を卒業した1979年に演劇集団円の養成所入所。1982年、演劇集団円の演出部会員となる。1995年から1年間、文化庁在外研修員としてロンドンに滞在。現在和光大学及び淑徳大学にて非常勤講師も務める。
演劇集団円の演出部に所属しながら、2000年から『メリーさんの羊を上演する会』を俳優の山口眞司、制作の高木由起子と共にユニットを組み、俳優三谷昇と共に2012年まで別役実作『メリーさんの羊』を上演してきたが、同作品の上演について10年間の休眠期間を取るとし、2013年から新たに『山の羊舍』（命名者：三谷昇）として年に数本の上演を目指し活動を開始している。
妻は俳優大滝秀治の長女

## 主な演出作品
- 『三つのダイアローグ』として「父親」（山本有三作）、「幸福をはかる機械」、「閉まらぬカーテン」（横光利一作）の三本同時上演　・・・演劇集団円（ステージ円）
- 「ダムウェイター」 ハロルド・ピンター作 : 円小劇場の会（ステージ円）
- 「ムーンチルドレン」 マイケル・ウェラー作 : 演劇集団円（ステージ円）
- 「男と女と男」 横光利一作 : 円小劇場の会（ステージ円）
- 「島」 エイソール・フガート作 : 円小劇場の会（ステージ円）
- 「この夏、突然に」 テネシー・ウィリアムズ作 : 地人会（紀伊国屋ホール）
- 「水の記憶」 シーラ・スティヴンスン作 : 劇団ギルドホール（銀座みゆき館）
- 「クリスマス狂騒曲・ナポリ風」 エディアルド・デ・フィリッポ作 : 地人会（紀伊国屋ホール）
- 「マクロプロス-300年の秘密」 カレル・チャペック作 : 演劇集団円（ステージ円）
- 「山猫理髪店」 別役実作 : 劇団民藝（紀伊国屋サザンシアター他）
- 「クーランガッタ・スクランブル」 林学作 : 文化庁（新国立劇場）
- 「あのやさしい夜の中へ」 N.J.クリスプ作 : シアター21（紀伊国屋サザンシアター、神戸オリエンタル劇場）
- 「壊れた風景」 別役実作 : 俳優座劇場プロデュース（俳優座劇場）
- 「危険な曲がり角」 J.B.プリーストリー作 : （下北沢劇場劇場）
- 「らくだ」 別役実作 : 劇団民藝（紀伊国屋サザンシアター他）
- ※「メリーさんの羊」 別役実 作を2002年より2012年までほぼ毎年上演 : 渋谷ジァンジァン、ステージ円、シアターΧ、下北沢小劇場楽園他
- 「火垂るの墓」 野坂昭如原作、今井裕三脚本 : 糸あやつり人形芝居（座・高円寺／杉並演劇祭参加）
- 「帰還」 坂手洋二作 : 劇団民藝（紀伊国屋サザンシアター）
- 「場所と思い出 」別役実作 : 山の羊舍（下北沢 駅前劇場）
- 「一軒の家・一本の樹・一人の息子」 別役実作 : 山の羊舍（下北沢 駅前劇場）
- 「The LONG ROAD 長い道」 シーラ・スティーブンソン作 : 山の羊舍（下北沢 「劇 小劇場」）
- 「クリームの夜」 青木豪作 : 劇団民藝（紀伊国屋サザンシアター）
- 「燕のいる駅」 土田英生 作 : 演劇ユニット･コトブキプラネット（高田馬場ラビネスト）
- 「うしろの正面だあれ」 別役実作 : 山の羊舍（別役実フェスティバル参加作品／下北沢 小劇場B1）
- 「部屋」 別役実作：山の羊舎（別役実フェスティバル交流プロジェクトVol.１ 『別役実を読む、聞く、語る』で朗読劇で参加／青年座劇場）
- 「窓から外を見ている」 別役実作 :：山の羊舎（別役実フェスティバル番外公演／下北沢 小劇場B1）
- 「危険な曲がり角」 J・B・プリーストリー作：山の羊舎（下北沢演劇祭参加／下北沢 「劇 小劇場」）
- 「雨と猫といくつかの嘘」 吉田小夏作：プラスワン企画（遊空間がざびぃ）
- 「眠っちゃいけない子守歌」 別役実作：Pカンパニー(第21回公演 『～別役実 男と女の二人芝居3本立て日替公演)～』